# X última vez
«X última vez» (leído como «Por última vez» en la jerga de Internet y mensajería instantánea en español) es una canción de los cantantes  Daddy Yankee y Bad Bunny, lanzado como el sexto sencillo del séptimo y último álbum de estudio del primero, Legendaddy, el 6 de abril de 2022. Su video musical, filmado en la ciudad de Nueva York en marzo de 2022, fue dirigido por el director mexicano Fernando Lugo y muestra «imágenes futuristas» en las que ambos artistas interpretan la canción en un «escenario de aspecto distópico» y un «escenario similar a un videojuego». Fue escrita por Daddy Yankee, Bad Bunny y los productores puertorriqueños Juan "Gaby Music" Rivera, Ovimael "OMB" Maldonado y Tainy, y fue producida por Daddy Yankee y Tainy.
Se trata de una canción de reguetón con letra sobre «querer reavivar viejos amores» por última vez y «por fin despedirse de una relación», y su título tiene un doble sentido al referirse también a la última vez que colaborarán, ya que Daddy Yankee anunció en marzo de 2022 que se retirará de la música tras finalizar su gira de conciertos de despedida. Fue incluido entre los mejores temas del álbum por la crítica musical y recibió el premio Top Song – Pop Urban en los III Premios Tu Música Urbano. Comercialmente, alcanzó el puesto 23 en Billboard Global 200 y el top 10 en 10 países, así como el top 20 en otros cinco. Fue la única canción de Legendaddy en ingresar al Billboard Hot 100, alcanzando el puesto 73. Fue certificado triple platino latino en Estados Unidos y oro en España.

## Antecedentes y composición

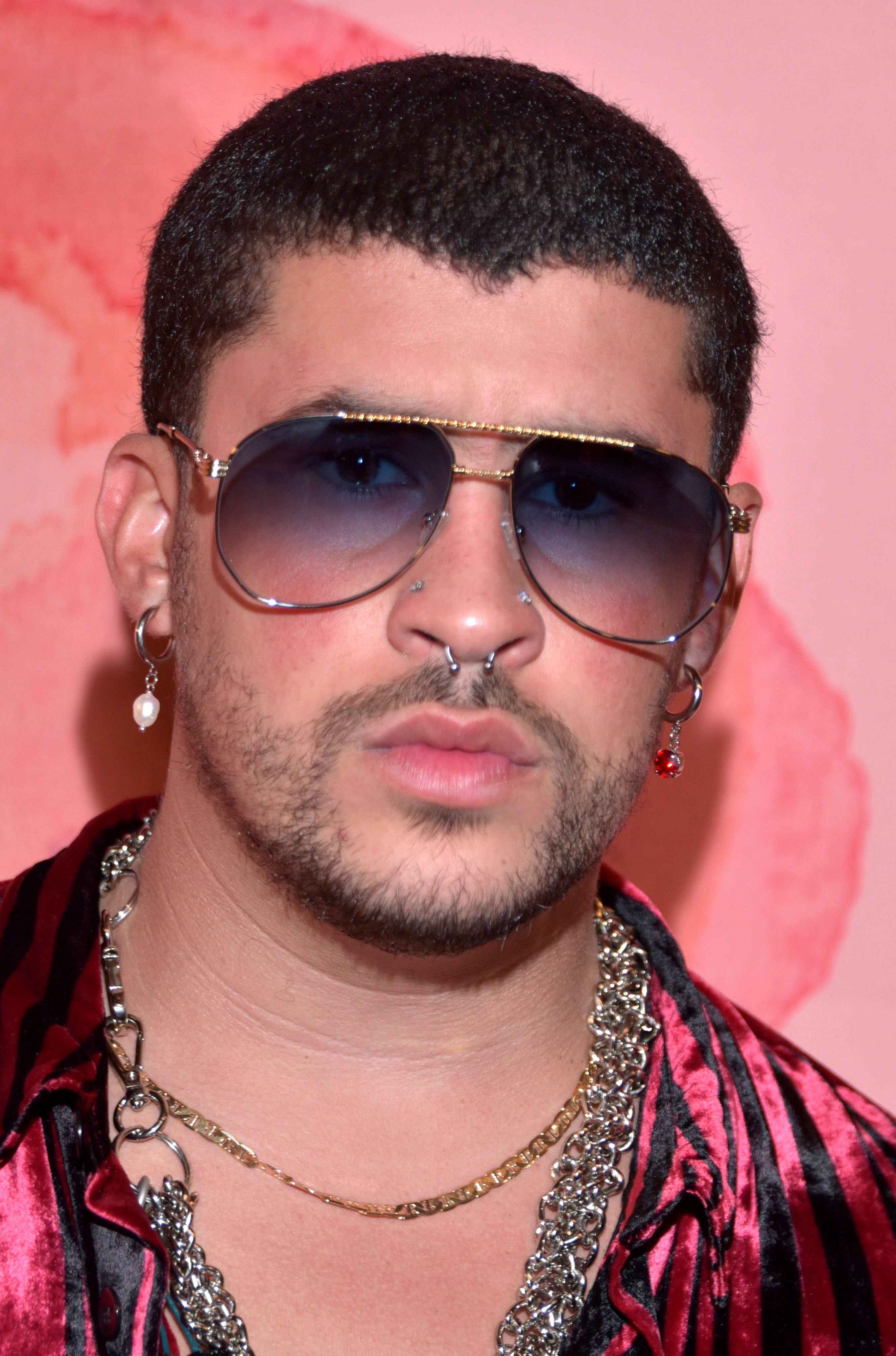
El título de la canción también hace referencia a la última vez que Daddy Yankee y Bad Bunny (en la foto) colaborarán debido al retiro del primero.

«X última vez» fue escrita por Daddy Yankee, Bad Bunny, Juan "Gaby Music" Rivera, Ovimael "OMB" Maldonado y Tainy, y fue producida y programada por Daddy Yankee y Tainy. Fue grabado por Gaby Music y la productora puertorriqueña La Paciencia, mezclado por Gaby Music y Tainy, y masterizado por el ingeniero de audio estadounidense Michael Fuller. Tainy agradeció a Daddy Yankee por inspirarlo y escribió que "estar en [su] último álbum es increíble para un niño que creció escuchándolo", mientras que Gaby Music publicó que fue un «privilegio haber trabajado con uno de los artistas que lo motivaron a hacer música». Es la séptima vez que Daddy Yankee y Bad Bunny trabajan juntos desde 2017, cuando lanzaron su primera colaboración, «Vuelve». Otras colaboraciones entre ellos incluyen la versión remix de «Soltera» (2019) y el tema del álbum de Bad Bunny de YHLQMDLG, «La santa» (2020).
Es una canción de reguetón con una duración de tres minutos y doce segundos que combina «ritmos de reggaetón de la vieja escuela con sonidos urbanos vanguardistas», con letras «tristes y nostálgicas» sobre «querer reavivar viejos amores» por última vez y «decir finalmente adiós a una relación». La pista comienza con «notas de piano burbujeantes que continúan a lo largo de la canción y unen» los estilos musicales de Daddy Yankee y Bad Bunny. Bad Bunny hace referencia a la canción «Dónde hubo fuego» de Daddy Yankee, una pista del álbum colaborativo 12 discípulos (2004), interpolando su coro durante su verso. El título tiene un doble sentido al referirse también a la última vez que Daddy Yankee y Bad Bunny colaborarán, ya que el primero anunció en marzo de 2022 que se retirará de la música tras finalizar su gira de conciertos de despedida La Última Vuelta, en enero de 2023.

## Recepción
Escribiendo para Rolling Stone, Gary Suárez se refirió a la canción como un "destacado de la tormenta", mientras que fue seleccionada entre los aspectos más destacados del álbum por los editores latinos de Billboard, Jeanette Hernandez de Remezcla y Thom Jurek de AllMusic. La Academia de Grabación lo incluyó en su lista de "Guía esencial de Daddy Yankee".

### Elogios
| Ceremonia                | Fecha               | Categoría                  | Resultado |
| ------------------------ | ------------------- | -------------------------- | --------- |
| Premios Tu Música Urbano | 23 de junio de 2022 | Mejor Canción – Pop Urbano | Ganado    |

## Desempeño comercial
Tras el lanzamiento del séptimo y último disco de Daddy Yankee, Legendaddy, «X última vez» debutó y alcanzó el puesto 23 en el Billboard Global 200 y es su tercera canción con la mayor cantidad de semanas en la lista, con 11. En los Estados Unidos, debutó con 6,51 millones de transmisiones y 700 descargas pagas y fue la única canción del álbum en ingresar al Billboard Hot 100, alcanzando el puesto 73. También alcanzó el número cinco en US Hot Latin Songs, convirtiéndose en la canción número 37 y la última entre las 10 mejores de Daddy Yankee en la lista. En la edición del 21 de mayo de 2022, Bad Bunny rompió el récord de más canciones simultáneas en una sola semana en Hot Latin Songs, con "X última vez" entre sus 24 entradas récord, ubicándose en el número 34. Recibió una certificación de triple platino latino por parte de la Asociación de la Industria de Grabación de América (RIAA) el 26 de mayo de 2022 por unidades de más de 180,000 transmisiones equivalentes a pistas.
En los países de habla hispana, el sencillo alcanzó su punto máximo entre los cinco primeros en Honduras, República Dominicana, México, Bolivia y Chile, así como entre los 10 primeros en Ecuador. Perú, Puerto Rico, Colombia y Costa Rica. También alcanzó el top 20 en Panamá, Paraguay, El Salvador, Venezuela y España, donde recibió una certificación de oro de Promusicae por unidades de más de 30.000 transmisiones equivalentes a pistas,  y alcanzó el puesto 45 en Argentina. También alcanzó el puesto número 13 en el top 100 mensual de Paraguay. 

## Video lírico
El video de «X última vez» de la letra de la canción se subió a YouTube el 24 de marzo de 2022, junto con otros videos de letras de otras canciones del álbum Legendaddy con el lanzamiento del álbum de Daddy Yankee, Legendaddy.

## Video musical
El video musical de «X última vez» fue estrenado el 6 de abril de 2022. En él se muestran imágenes futuristas en las que ambos cantantes interpretan la canción en un escenario de aspecto distópico y similar a un videojuego.

## Espectáculos en vivo
«X última vez» fue incluido en el setlist de la gira de conciertos de despedida de Daddy Yankee «La Última Vuelta».

## Créditos y personal
- Bad Bunny – voz, composición
- Michael Fuller – ingeniero de masterización
- Gaby Music – ingeniera de grabación, ingeniera de mezclas, composición de canciones
- OMB – ingeniero de grabación, composición de canciones
- La Paciencia – ingeniero de grabación
- Tainy – productor, ingeniero de mezcla, programación, composición
- Daddy Yankee – voz, productor, programación, composición

## Posicionamiento en listas
| Lista (2022)                          | Mejor posición |
| ------------------------------------- | -------------- |
| Argentina (Argentina Hot 100)         | 45             |
| Bolivia (Billboard)                   | 5              |
| Chile (Billboard)                     | 5              |
| Colombia (Billboard)                  | 10             |
| Costa Rica (Monitor Latino)           | 10             |
| República Dominicana (Monitor Latino) | 3              |
| Ecuador (Billboard)                   | 6              |
| El Salvador (Monitor Latino)          | 13             |
| Global 200 (Billboard)                | 23             |
| Honduras (Monitor Latino)             | 2              |
| México (Billboard)                    | 4              |
| Panamá (Monitor Latino)               | 12             |
| Paraguay (Monitor Latino)             | 13             |
| Perú (Billboard)                      | 9              |
| Puerto Rico (Monitor Latino)          | 9              |
| España (PROMUSICAE)                   | 17             |
| Estados Unidos (Billboard Hot 100)    | 73             |
| Estados Unidos (Hot Latin Songs)      | 5              |
| Venezuela (Monitor Latino)            | 14             |

| Lista (2022)   | Mejor posición |
| -------------- | -------------- |
| Paraguay (SGP) | 13             |

| Lista (2022)                          | Posición |
| ------------------------------------- | -------- |
| Costa Rica (Monitor Latino)           | 65       |
| República Dominicana (Monitor Latino) | 47       |
| El Salvador (Monitor Latino)          | 46       |
| Honduras (Monitor Latino)             | 19       |
| Nicaragua (Monitor Latino)            | 96       |
| Paraguay (Monitor Latino)             | 33       |
| Puerto Rico (Monitor Latino)          | 24       |
| EE. UU. Hot Latin Songs (Billboard)   | 44       |
| Venezuela (Monitor Latino)            | 66       |

## Certificaciones
| Región                | Certificación        | Unidades certificadas/ventas |
| --------------------- | -------------------- | ---------------------------- |
| España (PROMUSICAE)   | Oro                  | 30,000                       |
| Estados Unidos (RIAA) | 3 × Platino (Latino) | 180,000                      |